# Distichophyllum lorianum
Distichophyllum lorianum là một loài Rêu trong họ Hookeriaceae. Loài này được M. Fleisch. mô tả khoa học đầu tiên năm 1908.